# Wei Chih Lin
Wei Chih Lin (translitera del chino林维治) ( 1944 ) es un botánico chino.
- La abreviatura «W.C.Lin» se emplea para indicar a Wei Chih Lin como autoridad en la descripción y clasificación científica de los vegetales.[2]